# مقاطعة بلوفديف
مقاطعة بلووديو (بالبلغارية: Област Пловдив)‏ هي إحدى مقاطعات بلغاريا تقع في وسط جنوب بلغاريا. يقدر عدد سكانها بـ 683,027 نسمة ومساحتها 5,972.9 كم2.

## الموقع
موقع المقاطعة بين مقاطعات بلغاريا: